# Ferdinand Redtenbacher

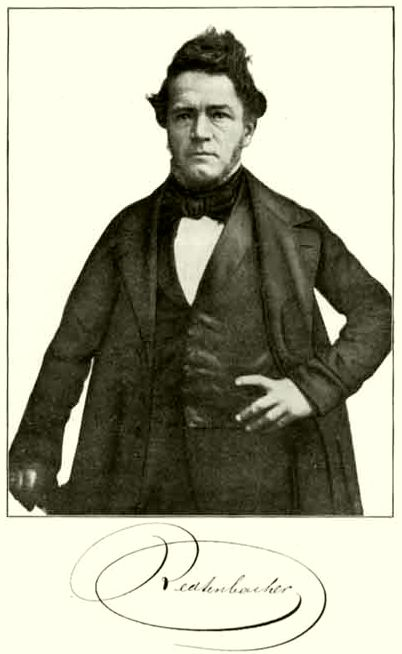
Redtenbacher Ferdinand.

Ferdinand Jacob Redtenbacher, född den 25 juli 1809, död den 16 april 1863, var en österrikisk maskiningenjör.
Redtenbacher tjänstgjorde 1829–1833 vid Polytekniska institutet i Wien som assistent i maskinlära och var 1834–1841 professor i matematik och beskrivande geometri vid högre industriläroverket i Zürich. År 1841 kallades till professuren i maskinlära vid polytekniska skolan i Karlsruhe, och från 1857 var han direktor för detta läroverk. 
Redtenbacher författade bland annat Theorie und Bau der Turbinen und Ventilatoren (1841; 2:a upplagan 1848), Theorie und Bau der Wasserräder (1846; 2:a upplagan 1858), Resultate für den Maschinenbau (1848; 6:e upplagan 1875), Prinzipien der Mechanik und des Maschinenbaues (1852; 2:a upplagan 1859) och Der Maschinenbau (3 band, 1862–1865). Die geistige Bedeutung der Mechanik (1879) åtföljdes av Redtenbachers levnadsteckning.